# Leroy & Stitch
Leroy & Stitch (bra/prt: Leroy & Stitch), por vezes estilizado como Leroy Lilo & Stitch, é um filme de animação estadunidense de 2006, dos gêneros ficção científica e aventura, dirigido por Tony Craig e Roberts Gannaway.
É o quarto filme da franquia Lilo & Stitch. Lançado pela Disney em 2006, ele serve de conclusão para a série Lilo & Stitch: A Série e para toda a franquia. Foi feitos nos estúdios da Disney Channel Original Movie, tendo este sido o primeiro filme feito no local.

## Sinopse
Após capturar todas as 625 experiências de Jumba, Lilo, Stitch e Pleakley foram recompensados pela Aliança Galáctica: Jumba ganhou a chave confiscada de seu laboratório, Pleakley ganhou emprego como professor supervisor da E.T.A.G. (Escola Técnica da Aliança Galáctica), Stitch foi nomeado capitão da Armada Galáctica e da G.N.V.9000 (Grande Nave Vermelha) e Lilo foi nomeada guardiã oficial das 625 experiências restantes na Terra.
Porém, o malvado Dr. Hamsterviel foge da prisão e, com a ajuda de Gantu, ele obriga Jumba a criar uma nova experiência com os mesmos poderes do Stitch, porém mais malvado e poderoso, e menos "fofinho", então, dá a ele o nome de Leroy, e, como se um Leroy já não bastasse, Hamsterviel decide cloná-lo, criando um exército inteiro de Leroys para dominar a galáxia.
Por isso, Lilo, Stitch, Jumba e Pleakley terão que reunir todas as 625 experiências para poderem lutar contra aquele exército de Leroys e derrotar Hamsterviel.
No fim, Lilo, Stitch e Reuben e outras experiências cantam a música do Elvis Presley chamada Aloha Oe.

## Elenco
- Chris Sanders como Stitch e Leroy
- Daveigh Chase como Lilo
- Tia Carrere como Nani
- David Ogden Stiers como Dr. Jumba
- Kevin McDonald como Pleakley
- Kevin Michael Richardson como Gantu
- Rob Paulsen como Reuben (Experiência 625), Remmy (Experiência 276), Richter (Experiência 513), Squeak (Experiência 110) (não creditado)
- Jeff Bennett como Dr. Hämsterviel, Lorota (Experiência 032), Espertinho (Experiência 020), Ás (Experiência 262)
- Ving Rhames como Cobra Bubbles
- Liliana Mumy como Myrtle Edmonds
- Jason Scott Lee como David Kawena